# Gabriel Chevallier
Gabriel Chevallier (Lió, 3 de maig de 1895 − Canes, 6 d'abril de 1969) fou un escriptor francès autor d'una vintena de llibres i conegut arreu del món per la sèrie d'humor Clochemerle.